# En face

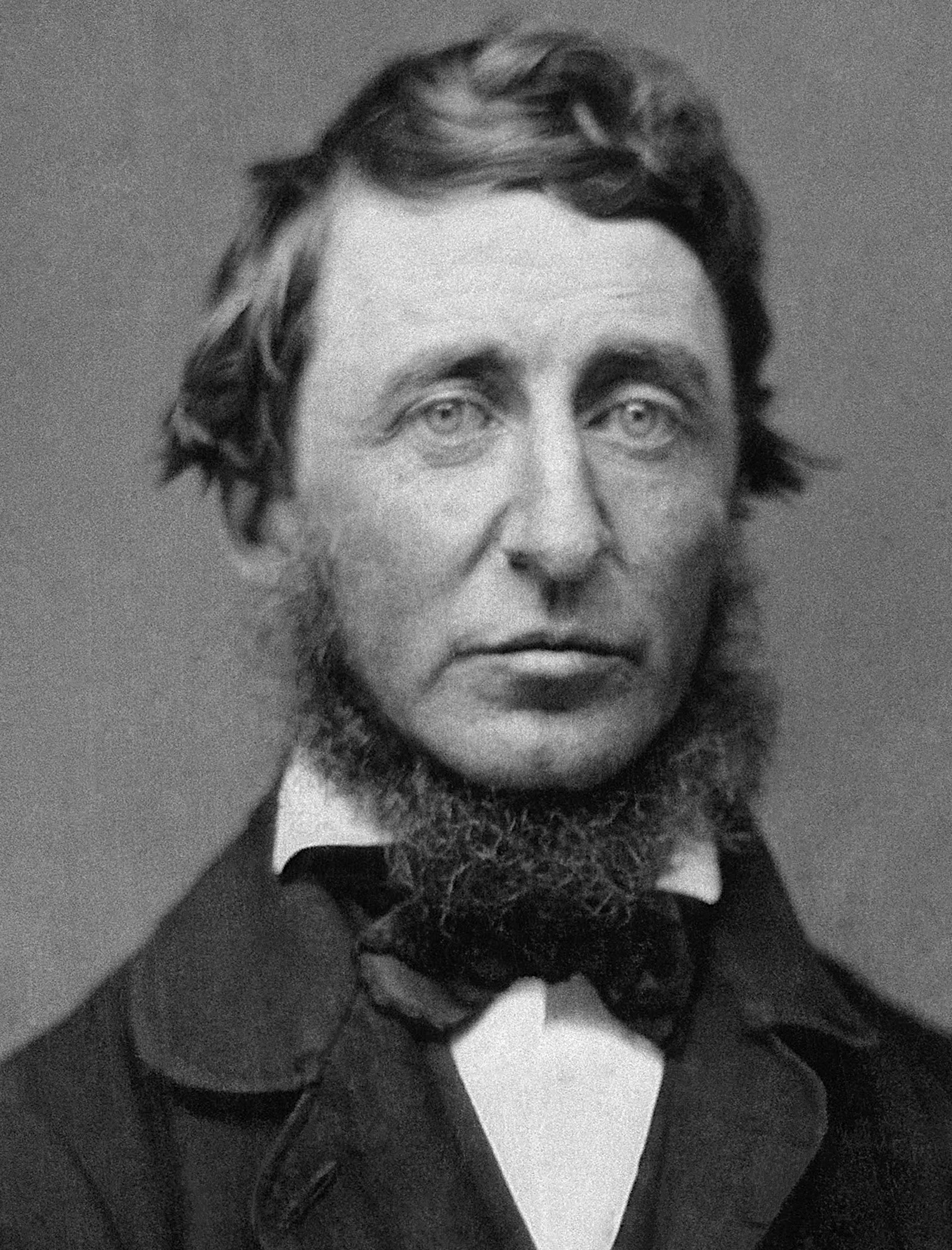
Henry David Thoreau gefotografeerd en face

En face is een Franse uitdrukking die ook in het Nederlands wordt gebruikt en betekent 'van voren', meestal gebruikt bij afbeeldingen van personen. Een persoon is en face afgebeeld als hij recht van voren is geschilderd of gefotografeerd.
En face is het tegenovergestelde van het frequenter gebruikte en profil.